# Rustlers of Red Dog
Rustlers of Red Dog è un serial cinematografico western statunitense in 12 episodi del 1935 diretto da Lew Landers. È il remake del serial del 1930 The Indians are Coming.

## Trama
A seguito della scoperta dell'oro nella città di Nugget, una banda di fuorilegge vi si reca per approfittarsene ma si scontra con un gruppo di tre amici, l'ex sceriffo Jack Woods, il suo amico suonatore di armonica Laramie e un giocatore d'azzardo, Deacon; insieme uniscono le rispettive abilità per sconfiggere la banda.

## Elenco episodi
1. Hostile Redskins
2. Flaming Arrows
3. Thundering Hoofs [sic]
4. Attack at Dawn
5. Buried Alive
6. Flames of Vengeance
7. Into the Depths
8. Paths of Peril
9. The Snake Strikes
10. Riding Wild
11. The Rustlers Clash
12. Law and Order